# Dorian Goldfeld

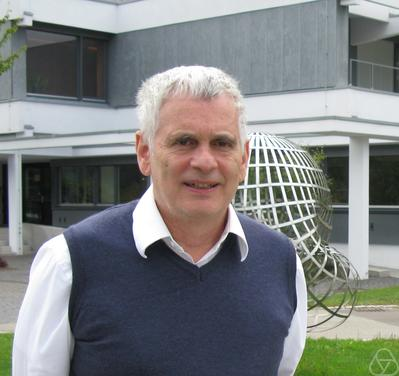
Dorian Goldfeld

Dorian Morris Goldfeld (* 21. Januar 1947 in Marburg) ist ein US-amerikanischer Mathematiker, der sich mit Zahlentheorie beschäftigt.

## Werdegang
Goldfeld machte seinen Abschluss (B.S.) 1967 an der Columbia University in New York und promovierte dort 1969 bei Patrick X. Gallagher mit Some methods of averaging in analytical number theory, worin er eine gemittelte Version der Artin-Vermutung (über die Verteilung der Primzahlen p, für die eine gegebene Zahl a eine Primitivwurzel mod p ist) bewies (Mathematika Bd. 15, 1968). 1969 bis 1971 war er als Miller Fellow in Berkeley, 1971/2 an der Hebrew University in Jerusalem und anschließend 1971/2 an der Universität Tel Aviv, 1973/4 am Institute for Advanced Study in Princeton, 1974–76 in Italien, 1976 bis 1982 am MIT (1973–1974), 1983 bis 1985 an der University of Texas at Austin und 1983 bis 1985 in Harvard. Seit 1985 ist er Professor an der Columbia University.
1986 war er Invited Speaker auf dem Internationalen Mathematikerkongress in Berkeley (Kloosterman Zetafunctions for GL(n,Z)). Er ist Fellow der American Mathematical Society.

## Tätigkeitsfeld
Bekannt ist Goldfeld vor allem für seine Arbeiten zum Klassenzahlproblem imaginärquadratischer Zahlkörper. Gauß hatte 9 Klassenkörper aufgelistet mit der Klassenzahl 1, und es wurde in den 1960er Jahren von Harold Stark bewiesen, dass diese Liste vollständig ist (ein älterer Beweis von Kurt Heegner war kurz danach ebenfalls rehabilitiert worden und ein alternativer Beweis von Alan Baker gegeben worden). Goldfeld zeigte in einer Arbeit aus dem Jahr 1976 (Ann. Sc. Norm. Sup. Pisa Bd. 3, Nr. 4) eine Möglichkeit, den allgemeinen Fall beliebiger Klassenzahl in Angriff zu nehmen, indem er eine Verbindung zu Eigenschaften von L-Funktionen elliptischer Kurven schuf. Benedict Gross und Don Zagier vervollständigten in den 1980er Jahren diese Methode der effektiven Bestimmung der Klassenkörper mit gegebener Klassenzahl.
Weiter arbeitete er z. B. über die abc-Vermutung (eine Verallgemeinerung der Fermat-Vermutung), Größenabschätzungen der Tate-Shafarevich-Gruppen (wichtig in Zusammenhang mit der detaillierten Version der Vermutung von Birch und Swinnerton-Dyer), Modulformen zur allgemeinen linearen Gruppe GL(n) (in Zusammenhang mit dem Langlands-Programm) und untersuchte Mehrfach-Dirichletreihen.
Goldfeld befasste sich auch mit Kryptographie. Er begründete mit Iris und Michael Anshel Verschlüsselungsmethoden, die auf der Zopfgruppe beruhen. Außerdem ist er Mitbegründer der Firma SecureRF, die schnelle Authentifikationsverfahren für RFID anbietet.
Goldfeld erhielt 1987 den Colepreis in Zahlentheorie, war 1977 bis 1979 Sloan Research Fellow und erhielt 1985 den Vaughn Preis.
Seit 2009 ist er Mitglied der American Academy of Arts and Sciences.
Zu seinen Schülern zählen Jeffrey Hoffstein, M. Ram Murty, Ilan Vardi.

## Schriften
Bücher:
- Goldfeld, Iris Anshel: Calculus: a Computer Algebra Approach, Boston International Press, 1995, ISBN 1-57146-038-1.
- Gerritzen, Goldfeld, Kreuzer, Rosenberger, Shpilrain (Hrsg.): Algebraic Methods in Cryptography, 2006, ISBN 0-8218-4037-1.
- Goldfeld: Automorphic Forms and L-Functions for the Group GL(n,R), Cambridge University Press, 2006, ISBN 0-521-83771-5.
- Goldfeld Automorphic Representations and L-Functions for the general linear group, 2 Bände, Cambridge University Press 2011

Einige Aufsätze:
- Goldfeld: The class number of quadratic fields and the conjecture of Birch and Swinnerton-Dyer, Ann. Sc. Norm. Pisa 1976
- Goldfeld, Szpiro: Bounds for the order of the Tate-Shafarevich group, Compositio Math. 1995